# 철도특송 대 뉴욕 사건
철도특송 대 뉴욕 사건(Railway Express Agency v. New York)은 미국 연방대법원의 유명 판례이다. 뉴욕주가 법으로 광고를 부착하는 것을 규제하였고 트럭의 외부에 상업광고를 하는 것을 금지하였다. 다만 직접광고는 할 수 있도록 하자 철도특송회사가 이를 수정헌법 제14조의 평등보호 위반으로 소를 제기한 사건이다. 당법이 구분한 광고부착한 트럭은 평등보호조항이 보호하기 위한 구분집단이 아닐 뿐더러 정부의 중요한 목적을 위해 좁게 설정되어 합헌이라고 보았다.